# بريان ماكسويل
بريان ماكسويل هو لاعب هوكي الجليد كندي، ولد في 7 سبتمبر 1955 في نورث باي في كندا.

## وصلات خارجية
- بريان ماكسويل على موقع دوري الهوكي الوطني (الإنجليزية)
- بريان ماكسويل على موقع قاعة مشاهير الهوكي (لاعب أن.إتش.أل) (الإنجليزية)
- بريان ماكسويل على موقع EliteProspects.com (الإنجليزية)
- بريان ماكسويل على موقع HockeyDB.com (الإنجليزية)
- بريان ماكسويل على موقع Hockey-Reference.com (الإنجليزية)